# Queensland Reds (féminines)
Pour les articles homonymes, voir Reds.
Ne doit pas être confondu avec Queensland Reds.
Actualités
Les Queensland Reds sont une franchise fédérale féminine australienne de rugby à XV basée à Brisbane et régie par la fédération du Queensland. Fondée en 2017, l'équipe dispute le Super Rugby Women's organisé par la fédération australienne.

## Histoire

### Création et identité
En décembre 2017, la fédération australienne annonce le lancement d'une compétition féminine nationale : le Super W. La compétition doit débuter en mars 2018 et inclut la participation des Queensland Reds. L'équipe reprend le nom, les couleurs et le logo de la franchise masculine.

### Les débuts: éternelles deuxièmes
Lors de la saison 2018 (en), le premier entraineur des Reds est Michael Hayes qui choisit Kirby Sefo comme capitaine. Moana Virtue prend la direction de l'équipe en 2019 (en) et 2020 (en) avec pour capitaines Kiri Lingman puis Lori Cramer. Pendant ces trois ans, les Reds montrent une constance parfaite avec chaque saison un bilan de trois victoires et une défaite, puis une finale perdue de trois points face aux Waratahs. Seule l'annulation de la phase finale en 2020, en raison de la pandémie de Covid-19, vient perturber cette dynamique.
En 2021 (en), l'équipe change d'entraineur, Rama Chand prend alors les commandes. Dans cette édition en deux poules, les Reds gagnent deux matchs sur trois, et une fois de plus perdent la finale contre les Tahs.
Après la démission de Rama Chand pour « raisons personnelles », Simon Craig le remplace pour l'édition 2022 (en). Lori Cramer s'en va et rejoint les Waratahs. L'inclusion des Fijiana Drua bouleverse la hiérarchie et pour la première fois les Reds perdent deux rencontres. Elles ne passent pas les demi-finales, encore une fois battues par leur bête noire et Lori Cramer.
En 2023 (en), l'encadrement découvre et recrute une néo-zélandaise d'origine australienne, Carys Dallinger. Malgré une énième défaite face aux Waratahs, Simon Craig ramène son équipe en finale, jouée à domicile qui plus est. Mais cette fois c'est contre les Fijiana Drua que les ambitions des Reds s'écrasent.

### 2024, le coup d'arrêt
En 2024, le nouvel entraineur est Grant Anderson. L'effectif compte 32 joueuses : Lori Cramer, qui était partie jouer aux Exeter Chiefs, est de retour, tout comme Liz Patu qui revient de maternité. Les Reds signent deux très jeunes joueuses : Shalom Sauaso (16 ans) et Mercedez Taulelei-Siala (17 ans) qui sont scolarisées dans le même lycée. L'équipe compte également une recrue internationale en la personne de Charli Jacoby (24 sélections avec les États-Unis). L'équipe a toujours dans ses rangs les Wallaroos Sarah Dougherty, Cecilia Smith nommée capitaine, Ivania Wong, Alana Elisaia (en) et Melanie Wilks. Mais avec une seule victoire et aucun point de bonus, l'équipe se classe dernière. À l'issue de la compétition, la nouvelle sélectionneuse Joanne Yapp convoque Lori Cramer et Cecilia Smith pour préparer les Pacific Four Series, ainsi que la néophyte Shalom Sauaso.
À l'issue de cette saison décevante Grant Anderson est remplacé par Andrew Fraser. Il sélectionne un groupe de 37 joueuses, dont douze recrues. Parmi elles, cinq joueuses internationales de rugby à sept dont Charlotte Caslick et les sœurs Levi, Maddison (en) et Teagan (en), qui ont vocation à renforcer les Wallaroos pour la Coupe du monde. L'équipe est également renforcée par les internationales Asoiva Karpani (31 sélections), Layne Morgan (29 sélections) et Tiarah Minns (1 sélections). L'effectif perd toutefois sa capitaine Cecilia Smith, partie à la Western Force. Les Reds vont jusqu'en finale, étant battues 43 à 21 par les Waratahs.

## Palmarès

### Bilan par saison
| Saison    | Classement    | pts | MJ | G | N | P | PM  | PE  | Dif. | B | Phase finale                              |
| --------- | ------------- | --- | -- | - | - | - | --- | --- | ---- | - | ----------------------------------------- |
| 2018 (en) | 2e            | 14  | 4  | 3 | 0 | 1 | 134 | 53  | +81  | 2 | Finaliste (13-16 contre les Waratahs)     |
| 2019 (en) | 2e            | 15  | 4  | 3 | 0 | 1 | 164 | 18  | +146 | 3 | Finaliste (5-8 contre les Waratahs)       |
| 2020 (en) | 2e            | 15  | 4  | 3 | 0 | 1 | 218 | 33  | +185 | 3 | annulée                                   |
| 2021 (en) | 1er (poule A) | 10  | 3  | 2 | 0 | 1 | 97  | 64  | +33  | 2 | Finaliste (12-45 contre les Waratahs)     |
| 2022 (en) | 3e            | 14  | 5  | 3 | 0 | 2 | 125 | 95  | +30  | 2 | Demi-finaliste (0-36 contre les Waratahs) |
| 2023 (en) | 2e            | 20  | 5  | 4 | 0 | 1 | 167 | 77  | +90  | 4 | Finaliste (30-38 contre les Fijiana Drua) |
| 2024      | 6e            | 4   | 5  | 1 | 0 | 4 | 85  | 136 | -51  | 0 | non qualifié                              |
| 2025      | 2e            | 13  | 4  | 3 | 0 | 1 | 109 | 87  | +22  | 1 | Finaliste (21-43 contre les Waratahs)     |